# Gary Brough
Gary Brough – trener piłkarski z Turks i Caicos.

## Kariera trenerska
Od 2011 do 2014 prowadził reprezentację Turks i Caicos.